# Långnäbbad honungsfågel
Långnäbbad honungsfågel (Melilestes megarhynchus) är en fågel i familjen honungsfåglar inom ordningen tättingar.

## Utseende och läte
Långnäbbad honungsfågel är en medelstor medlem av familjen som gör skäl för sitt namn med sin oproportioneligt långa näbb. Ovansidan är brun, undersidan gråaktig och på huvudet syns ett rött öga. Arten liknar brun munkskata och gråhalsad honungsfågel, men urskiljs genom den längre och slankare näbben, det röda ögat och avsaknaden av gråhalsade honungsfågelns strimma i ansiktet. Lätet består av ett nasalt och raspigt fallande "reeeeuuuuww!".

## Utbredning och systematik
Långnäbbad honungsfågel placeras som enda art i släktet Melilestes. Den förekommer på Nya Guinea med kringliggande öar. International Ornithological Congress delar in den i fyra underarter:
- Melilestes megarhynchus vagans – förekommer på Batanta och Waigeoöarna (Nya Guinea)
- Melilestes megarhynchus brunneus – förekommer i bergen i Västpapua, Misool och Salawati
- Melilestes megarhynchus megarhynchus – förekommer på södra Nya Guinea och Aruöarna
- Melilestes megarhynchus stresemanni – förekommer på norra Nya Guinea (Astrolabe Bay, Geelvink Bay) samt på Yapen

Clements inkluderar istället stresemanni i vagans och brunneus i nominatformen.

## Levnadssätt
Långnäbbad honungsfågel hittas inne i skog, från låglänta områden till medelhöga bergstrakter. Den har en undanskymd tillvaro och kan ibland bara ses när den tillfälligt flyger över en väg eller stig.

## Status
Arten har ett stort utbredningsområde och beståndet anses vara stabilt. Internationella naturvårdsunionen IUCN listar den därför som livskraftig (LC).